# Memmie-Rose de Maupas
Pour les articles homonymes, voir Maupas.
Memmie-Rose de Maupas (3 juin 1799, Brienne-la-Vieille - 1er juin 1861, Vanves) est un homme politique français.

## Biographie
Memmie-Rose de Maupas est le fils d'Edmé de Maupas, conseiller au Châtelet, et de Louise Joffrin. Il épouse sa cousine Virginie Maupas puis Euphrasie Louis-Bazile (fille de Jean-Baptiste-Charlemagne Louis-Bazile).
Possesseur d'une grande fortune, il ne s'était que peu occupé de politique avant le rétablissement de l'Empire. Conseiller municipal à partir de 1831 puis maire de Bar-sur-Aube en 1846, conseiller d'arrondissement de 1842 à 1848, membre du conseil général de l'Aube, il ne fait d'opposition ni au gouvernement de Louis-Philippe ni à la seconde République, et s'attache facilement à l'Empire à qui son fils, Charlemagne de Maupas, devait sa fortune politique. 
Maupas fut élu, le 29 février 1852, avec l'appui officiel de l'administration, député de la 2e circonscription de l'Aube. Il vota constamment avec la majorité dynastique, fut réélu, le 22 juin 1857, et mourut en mai 1861.
Il est le gendre de Jean-Baptiste-Charlemagne Louis-Bazile.